# Воскресенка (остановочный пункт)
Воскресенка (до 2024 года: Троещина) — пассажирская железнодорожная остановочная платформа Киевского железнодорожного узла Юго-Западной железной дороги.

## История
Ранее носила названия Огородная и Троещина. Переименована 2 сентября 2009 года в Троещину одновременно с пуском первой очереди Киевской городской электрички. Платформа расположена на Северном железнодорожном полукольце — обходной железнодорожной линии, соединяющей станции Борщаговка и Дарница через станцию Почайна.
Поблизости находится конечная остановка автобусных маршрутов 59, 60, 61, которые работают лишь в то время суток, когда курсирует городская электричка. Эти автобусные маршруты соединяют платформу с жилыми массивами Радужный, Воскресенка и Троещина.
24 октября 2012 поблизости действующей платформы была открыта остановочная платформа Троещина-2 (ныне Радужный), с кросс-платформенной пересадкой (одна из платформ — пересадочная на трамвай) на Левобережную линию скоростного трамвая (которая была достроена до железнодорожного полотна и после нескольких лет бездействия вновь открыта в этот же день).
В 2024 году остановочный пункт был снова переименован в Воскресенку.

## Планы развития
Согласно плану развития Киева до 2020 года возле платформы планировалось открытие станции метро Огородная Левобережной линии.

## Галерея

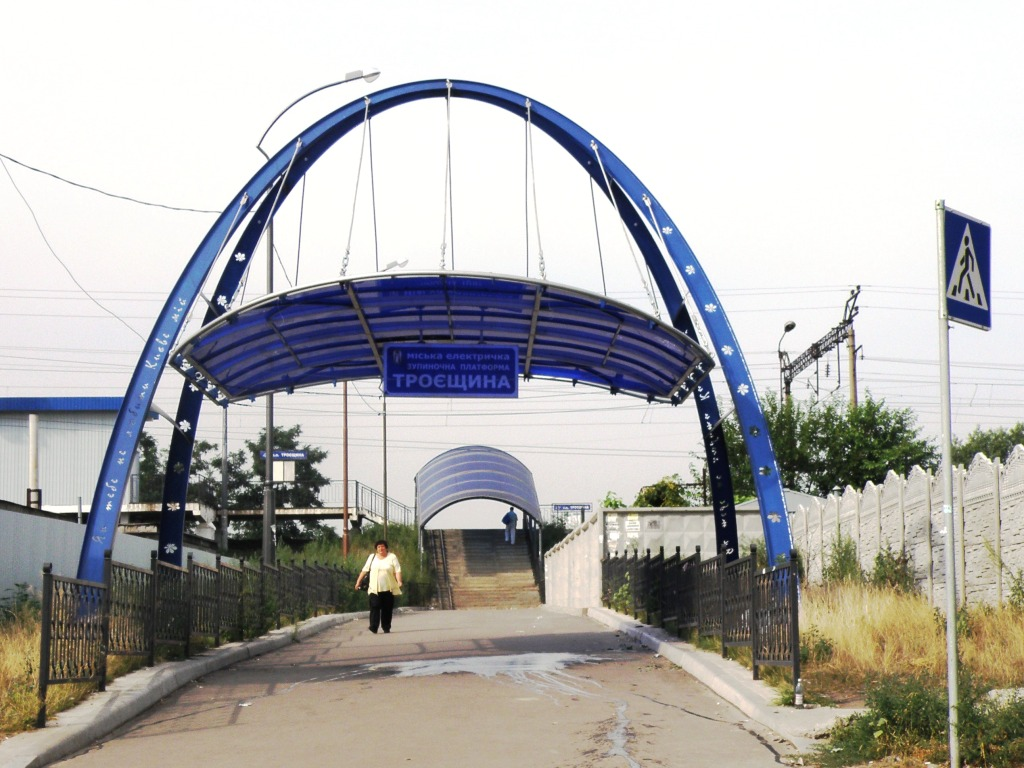
Вход на станцию
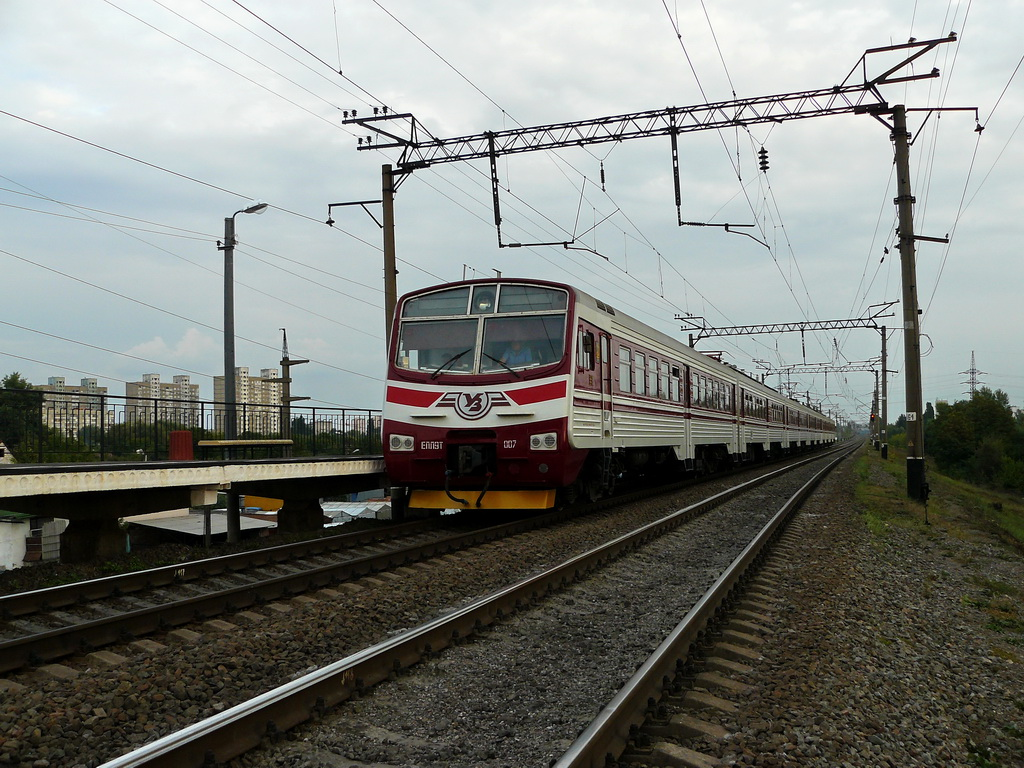
Городская электричка, прибывающая на платформу
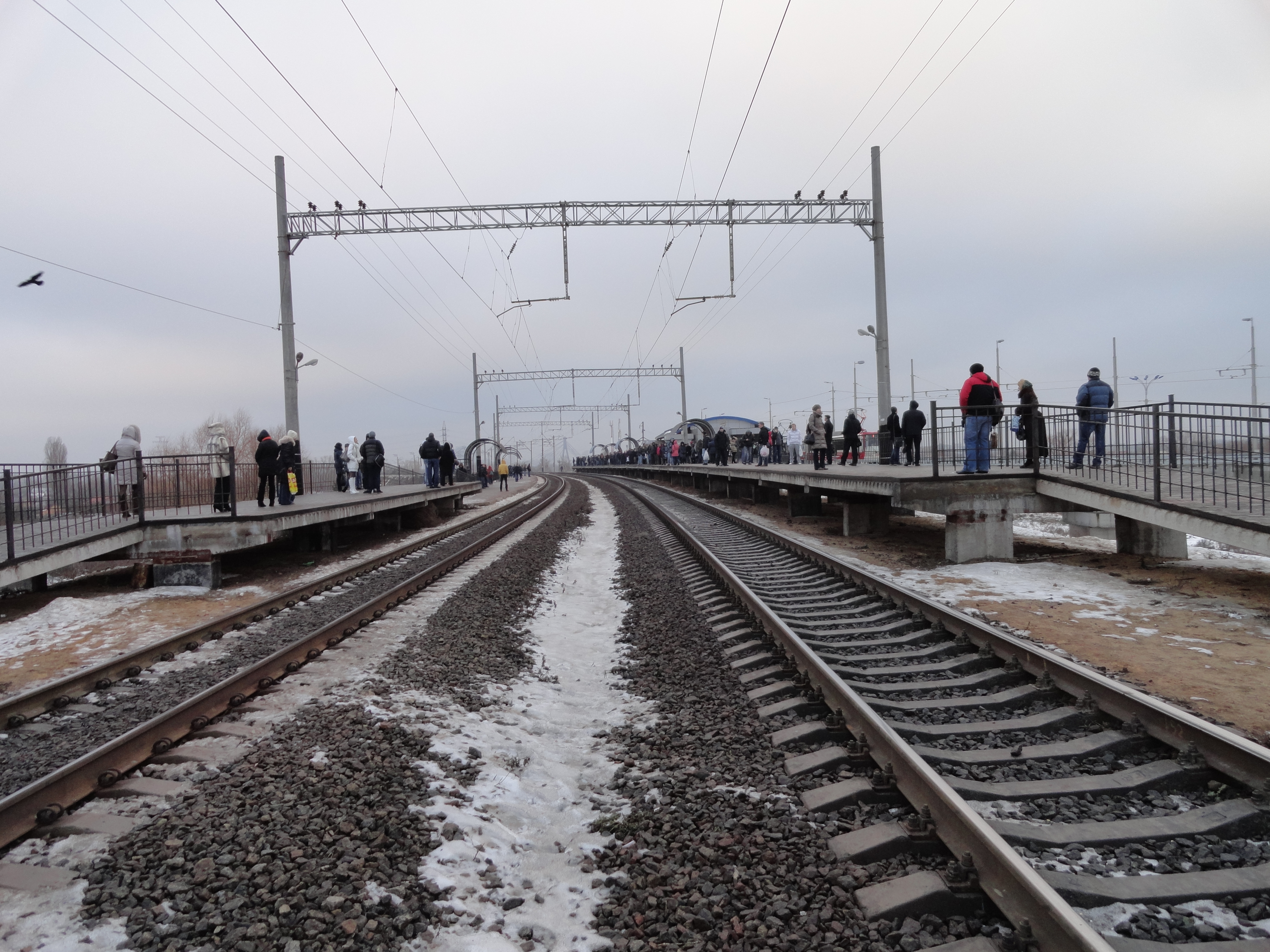
Платформы станции киевской городской электрички Троещина-2.
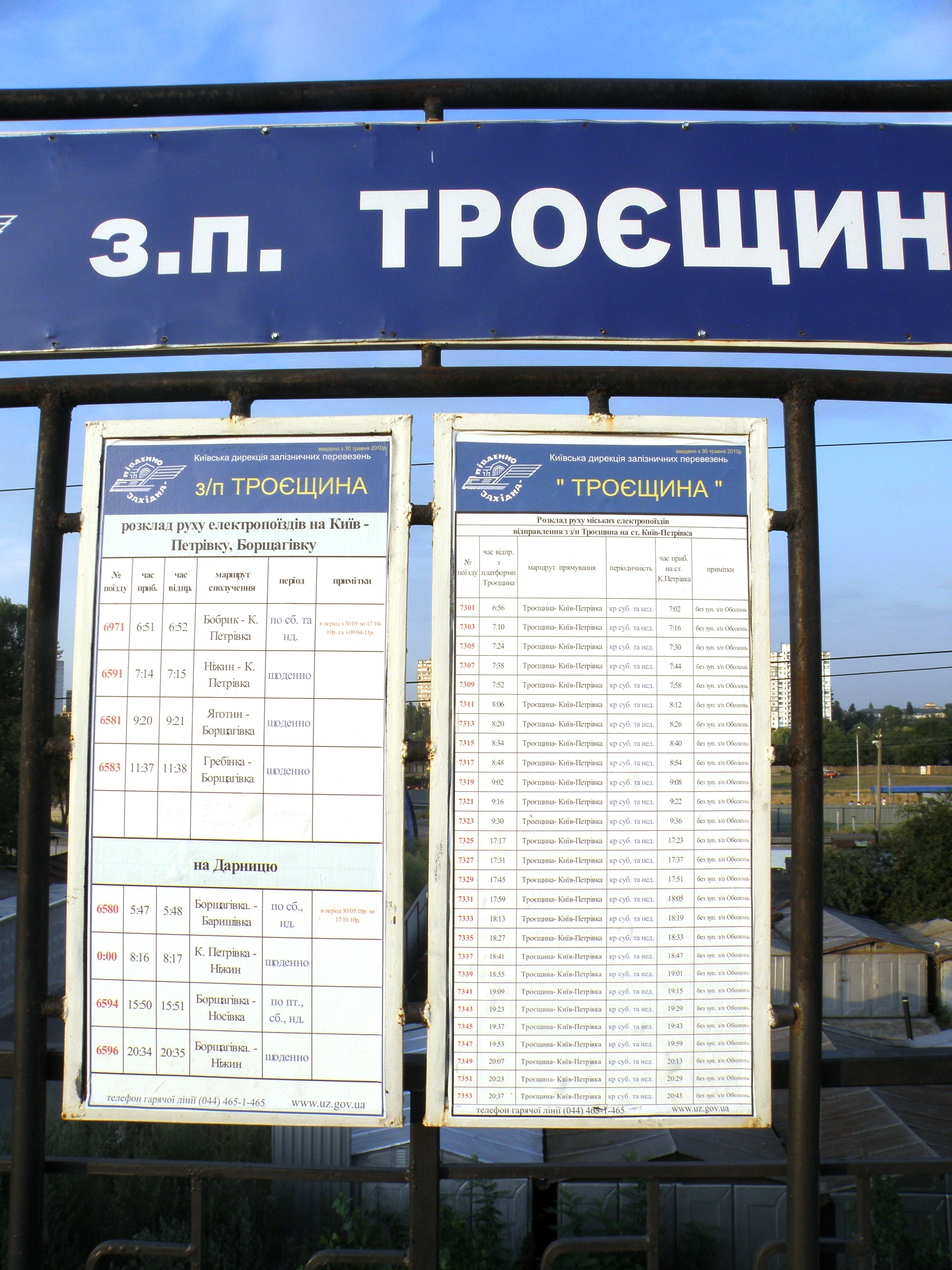
Расписание движения поездов (август 2010)